# Ryan Riess
Ryan Thomas Riess (* 21. Juni 1990 in East Lansing, Michigan) ist ein professioneller US-amerikanischer Pokerspieler.
Riess hat sich mit Poker bei Live-Turnieren knapp 16,5 Millionen US-Dollar erspielt. Er gewann 2013 die Poker-Weltmeisterschaft sowie 2017 das Main Event der World Poker Tour und trägt den Spitznamen Riess the Beast.

## Persönliches
Riess absolvierte ein betriebswirtschaftliches Studium an der Michigan State University, das er 2012 mit dem Bachelor of Arts abschloss. Während des Studiums arbeitete er als Pokerdealer.

## Pokerkarriere

### Werdegang
Riess spielt seit Februar 2015 Onlinepoker. Er nutzt auf den Plattformen PokerStars, partypoker sowie Americas Cardroom den Nickname MrMaximize und spielt bei WSOP.com als Bitc0in. Darüber hinaus nutzt er bei GGPoker seinen echten Namen. Mit Online-Turnierpoker hat er sich mehr als 1,5 Millionen US-Dollar erspielt.
Im Oktober 2012 landete Riess erstmals bei einem Live-Turnier in den Geldrängen und wurde beim Main Event des Circuitturniers der World Series of Poker in Hammond Zweiter, was ihm ein Preisgeld von knapp 240.000 US-Dollar einbrachte. Im Juni 2013 war er erstmals bei der Hauptturnierserie der World Series of Poker (WSOP) im Rio All-Suite Hotel and Casino am Las Vegas Strip erfolgreich und kam bei drei Turnieren der Variante No Limit Hold’em in die Geldränge. Anschließend spielte er das Main Event und erreichte mit dem fünftgrößten Chipstack den Finaltisch, der im November 2013 ausgespielt wurde. Dort gewann Riess am 5. November 2013 nach 261 Händen das finale Heads-Up gegen Jay Farber. Für den Erfolg erhielt Riess ein Preisgeld von knapp 8,5 Millionen US-Dollar sowie ein Bracelet. Mitte Februar 2016 belegte er beim High-Roller-Event der European Poker Tour (EPT) in Dublin den mit knapp 100.000 Euro dotierten sechsten Platz. Im Vorfeld des Finaltischs zum Main Event der WSOP 2016 stand Riess dem Pokerspieler Cliff Josephy, der den dritten Platz belegte, als Coach zur Seite. Anfang April 2017 gewann Riess das Main Event der World Poker Tour in Hollywood, Florida, mit einer Siegprämie von über 700.000 US-Dollar. Bei der WSOP 2017 wurde er bei der Heads-Up Championship Dritter und erhielt mehr als 110.000 US-Dollar. Ende August 2017 gewann der Amerikaner ein Event der PokerStars Championship (PSC) in Barcelona, dessen Hauptpreis nach einem Deal 155.500 Euro betrug. Bei der im King’s Resort in Rozvadov ausgespielten World Series of Poker Europe wurde er Anfang November 2017 Vierter beim High Roller und erhielt dafür rund 230.000 Euro. Einen Monat später belegte er bei einem High Roller der PSC in Prag den zweiten Platz und erhielt aufgrund eines Deals knapp 280.000 Euro. Mitte August 2018 gewann Riess ein Turnier der Seminole Hard Rock Poker Open in Hollywood mit einer Siegprämie von knapp 240.000 US-Dollar. Zwei Wochen später belegte er bei einem Event der EPT in Barcelona den vierten Platz und erhielt ein Preisgeld von knapp 350.000 Euro. Anfang November 2018 erreichte Riess den Finaltisch des Main Events der WSOP Europe in Rozvadov und belegte den vierten Platz, der mit knapp 340.000 Euro bezahlt wurde. Im Februar 2019 wurde er beim neunten Event der US Poker Open im Aria Resort & Casino am Las Vegas Strip Zweiter und sicherte sich 492.000 US-Dollar. Anfang Mai 2019 erreichte Riess beim EPT-Main-Event in Monte-Carlo den Finaltisch. Dort belegte er den mit rund 265.000 Euro dotierten vierten Platz und machte einen korrekten Call mit 10 hoch, der im März 2020 als „People’s Choice for Hand of the Year 2019“ mit einem Global Poker Award ausgezeichnet wurde. Bei der WSOP 2022, die erstmals im Bally’s Las Vegas und Paris Las Vegas ausgespielt wurde, beendete er ein Turnier mit gemischten Varianten aus No Limit Hold’em und Pot Limit Omaha auf dem dritten Rang und erhielt über 300.000 US-Dollar. Auch beim One More for One Drop der Turnierserie gelangte der Amerikaner an den Finaltisch und sicherte sich als Zweiter mehr als 330.000 US-Dollar.

### Preisgeldübersicht
| Jahr   | Preisgeld (in $) | Turniersiege |
| ------ | ---------------- | ------------ |
| 2012   | 239.063          | 0            |
| 2013   | 8.440.813        | 1            |
| 2014   | 57.900           | 0            |
| 2015   | 259.586          | 1            |
| 2016   | 269.412          | 0            |
| 2017   | 1.810.957        | 2            |
| 2018   | 2.220.159        | 2            |
| 2019   | 1.687.395        | 0            |
| 2020   | 7.857            | 0            |
| 2021   | 102.087          | 0            |
| 2022   | 827.691          | 0            |
| 2023   | 503.039          | 0            |
| gesamt | 16.425.959       | 6            |